# Edmund Landau
Edmund Landau   (Berlín, 14 de febrer de 1877 - Berlín, 19 de febrer de 1938) va ser un matemàtic alemany d'origen jueu que va treballar en el camp de la teoria de nombres i l'anàlisi complexa.

## Biografia
Edmund Landau va néixer a Berlín en el si d'una família jueva adinerada. El seu pare va ser Leopold Landau, un ginecòleg. La seva mare, Johanna Jacoby procedia d'una família de coneguts banquers alemanys. Landau va estudiar matemàtiques a la Universitat de Berlín i va obtenir el seu doctorats el 1899 i la seva habilitació (la qualificació post-doctoral requerida en les universitats alemanyes) el 1901. El 1905 va casar amb Marianne Ehrlich, filla del biòleg Paul Ehrlich, qui va ser guardonat el 1908 amb el Premi Nobel de medicina.
Landau va ensenyar a la Universitat de Berlín des de 1899 fins a 1909 i va obtenir una càtedra a la Universitat de Göttingen el 1909. A partir de la dècada de 1920 Landau va ser fonamental en l'establiment de l'Institut de Matemàtiques de la recent creada Universitat Hebrea de Jerusalem. Landau va aprendre hebreu, amb la intenció d'assentar finalment a Jerusalem. En la cerimònia d'obertura de la Universitat Hebrea de Jerusalem el 2 d'abril 1925, ell va fer una lectura en hebreu sobre el tema Problemes resolts i sense resoldre en teoria de nombres elemental. Va negociar amb el president de la universitat, Judah Magnes respecte als detalls de la seva posició a la universitat i l'edifici que seria el lloc de l'Institut de Matemàtiques. El 1927, Landau i la seva família van emigrar a Palestina, i ensenyava a la universitat hebrea. La família Landau va tenir dificultats per adaptar-se a les condicions de vida primitives disponibles llavors a Jerusalem. A més, Landau es va convertir en una peça clau en una lluita pel control de la universitat entre Magnes, Jaim Weizmann i Albert Einstein. Magnes suggerir que Landau fos nomenat rector de la Universitat, però Einstein i Weizmann van donar suport a Selig Brodetsky. Landau estava disgustat per la controvèrsia, no de la seva pròpia creació, i va decidir tornar a Göttingen. Allí va romandre fins que va ser obligat pel règim nazi el 1933 i posteriorment va fer classes només fora d'Alemanya. El 1934 es va traslladar a Berlín, on va morir.
El 1903, Landau va obtenir una demostració molt més simple del que ara es coneix com a teorema dels nombres primers i més tard va presentar el primer tractament sistemàtic de la teoria analítica de nombres en el llibre Handbuch der Lehre von der Verteilung der Primzahlen, o simplement Handbuch. També va desenvolupar importants contribucions a la teoria de l'anàlisi complexa.
G. H. Hardy va escriure que no hi havia ningú tan apassionadament dedicat a les matemàtiques com Landau.

## Treballs traduïts a l'anglès
- Foundations of Analysis, Chelsea Pub Co. ISBN 0-8218-2693-X.
- Differential and Integral Calculus, American Mathematical Society. ISBN 0-8218-2830-4.
- Elementary Number Theory, American Mathematical Society. ISBN 0-8218-2004-4.